# Jorays
Jorays (auch Gurays; † 1290) war im späten 13. Jahrhundert Eparch von Nobatia, der nördlichsten Provinz von Makuria, im heutigen Sudan. 1286 griff eine ägyptische Armee Makuria an und marschierte den Nil entlang in das Reich ein. Der damalige König Semamun befahl daraufhin, Nobatia zu evakuieren. Jorays war zu dieser Zeit Eparch in dieser Provinz und wurde von den Ägyptern gefangen genommen. Semamun floh nach Süden. Die Ägypter setzten darauf einen namentlich nicht genannten Sohn einer Schwester von Semamun auf den Thron von Makuria und bestätigten Jorays in seinem Amt als Eparch von Nobatia. Als die Ägypter aus Makuria abgezogen waren, kehrte Semamun aus dem Exil zurück und ergriff wieder die Macht. Jorays floh an den Hof des Sultans nach Ägypten, der wiederum eine neue Streitmacht aufstellte, nach Makuria zog, einen neuen Marionettenherrscher einsetzte und wiederum Jorays im Amt bestätigte. Nach ihrem Abzug kehrte Semanun im Jahr 1290 zurück und brachte diesen wiederum nicht mit Namen genannten Marionettenherrscher sowie Jorays auf grausame Weise um.